# Blue Mountain (Mississippi)
Blue Mountain is een plaats (town) in de Amerikaanse staat Mississippi, en valt bestuurlijk gezien onder Tippah County.

## Demografie
Bij de volkstelling in 2000 werd het aantal inwoners vastgesteld op 670.
In 2006 is het aantal inwoners door het United States Census Bureau geschat op 709, een stijging van 39 (5,8%).

## Geografie
Volgens het United States Census Bureau beslaat de plaats een oppervlakte van
3,0 km², geheel bestaande uit land. Blue Mountain ligt op ongeveer 151 m boven zeeniveau.

## Plaatsen in de nabije omgeving
De onderstaande figuur toont nabijgelegen plaatsen in een straal van 20 km rond Blue Mountain.